# Chitry-les-Mines
Chitry-les-Mines település Franciaországban, Nièvre megyében. Lakosainak száma 218 fő (2022. január 1.). Chitry-les-Mines Ruages, Chaumot, Corbigny és Marigny-sur-Yonne községekkel határos.

## Népesség
A település népességének változása:
| Lakosok száma | 213  | 207  | 210  | 208  | 208  | 215  | 218  | 221  | 218  |
|               | 2013 | 2015 | 2016 | 2017 | 2018 | 2019 | 2020 | 2021 | 2022 |